# Беклемишев, Владимир Николаевич

Могила В. Н. Беклемишева на Новодевичьем кладбище в Москве

Влади́мир Никола́евич Беклеми́шев (1890—1962) — советский зоолог, биоценолог, основатель школы медицинских энтомологов. Профессор, действительный член АМН СССР (1945) и Польской АН (1949). Заслуженный деятель науки РСФСР (1947). Лауреат двух Сталинских премий (1946, 1952). Предложил понятие «геозоология» для обозначения науки, изучающей животный мир, по аналогии с понятием «геоботаника». Один из создателей медицинской зоогеографии.

## Биография
Родился 22 сентября (4 октября) 1890 года в Гродно (ныне — Белоруссия) в семье старшего врача окружной лечебницы, титулярного советника Николая Дмитриевича Беклемишева. В 1900 поступил в Гродненскую гимназию, которую окончил с золотой медалью в 1908 году. В 1913 году по окончании Императорского Санкт-Петербургского университета был оставлен В. А. Догелем при кафедре зоологии и сравнительной анатомии  «для подготовки к профессорскому званию». В 1914 году участвовал в Каспийской экспедиции Н. М. Книповича, где собрал очень большой материал по турбелляриям.
В 1918 году переехал в Пермь, где занял должность доцента в недавно основанном Пермском университете (с 1920 года становится профессором того же университета).
С 1922 по 1932 год — зав. кафедрой зоологии беспозвоночных Пермского университета. Кроме того, был директором Камской биологической кафедры при Биологическом институте (1924—1931).
В Пермском университете разработал курс лекций, вошедших в учебник «Основы сравнительной анатомии беспозвоночных», за что в 1946 году был удостоен Сталинской премии. В 1924 году взял на себя руководство энтомологической частью вновь организованной малярийной станции при Пермском санитарно-бактериологическом институте. С 1924 года в связи с распространением малярии на Урале основное внимание в исследованиях уделял изучению природных условий распространения малярийного комара.
15 сентября 1931 года занимает должность заведующего учебной (позже — учебной и научной) частью Пермского университета.
С 1932 года — заведующий отделом энтомологии Института малярии и медицинской паразитологии в Москве (ныне — Институт медицинской паразитологии и тропической медицины им. Е. И. Марциновского), с 1934 года — профессор кафедры зоологии и сравнительной анатомии МГУ.
Скончался 4 сентября 1962 года в Москве; похоронен на Новодевичьем кладбище (участок № 3).

## Семья
- Жена — Нина Петровна, урождённая Колпенская (1901—1971), врач.
  - Сын — Константин Владимирович Беклемишев (1928—1983), профессор кафедры зоологии беспозвоночных МГУ.
  - Сын — Дмитрий Владимирович Беклемишев (1930—2021), профессор МФТИ, доктор педагогических наук.

## Основные работы
- Беклемишев В. Н. Экология малярийного комара. — М.: Медгиз, 1944. — 299 с.
- Беклемишев В. Н. Основы сравнительной анатомии беспозвоночных. — (1-е изд.). — М.: Советская наука, 1944. — 492 с. — 5000 экз.
  - Беклемишев В. Н. Основы сравнительной анатомии беспозвоночных. — 2-е изд., перераб. и доп. — М.: Советская наука, 1952. — 700 с.
  - Беклемишев В. Н. Основы сравнительной анатомии беспозвоночных : В 2-х томах / Отв. ред. Л. А. Зенкевич. — 3-е изд., перераб. и доп. — М.: Наука, 1964. — 432 с.; 448 с. — 4500 экз.
- Беклемишев В. Н. (Ред.). Учебник медицинской энтомологии. Часть I, II. — М.: Медгиз, 1949.
- Беклемишев В. Н. Биоценологические основы сравнительной паразитологии / Отв. ред. К. А. Бреев; Худож. А. А. Люминарский; АН СССР. — М.: Наука, 1970. — 504 с. — 2200 экз.
- Беклемишев В. Н. Методология систематики / Отв. ред. Г. Ю. Любарский. — М.: Т-во науч. изд. КМК, 1994. — 256 с. — 1000 экз. — ISBN 5-87317-005-3.
- Медицинская паразитология и паразитарные болезни,1960. — Вып. 6. — С. 752—753.

## Награды и премии
- Заслуженный деятель науки РСФСР (1947)
- Сталинская премия второй степени (1946) — за научный труд «Основы сравнительной анатомии беспозвоночных» (1944)[5]
- Сталинская премия первой степени (1952) — за разработку и внедрение в практику здравоохранения комплексной системы мероприятий, обеспечившей резкое снижение заболеваемости малярией в СССР и ликвидацию её как массового заболевания, в ряде республик и областей

## Память
В честь Беклемишева в 1976 году В. Н. Стегнием и В. М. Кабановой был назван вид комаров рода Anopheles — Anopheles beklemishevi.
- Beklemischeviella Luther, 1943
- Actinoposthia beklemishevi Mamkaev, 1965
- Chromadorissa beklemishevi Filipjev, 1917
- Pontaralia beklemichevi Mack-Fira, 1968
- Latitanais beklemishevi Kudinova-Pasternak, 1987[7]
- Phascolion beklemishevi Murina, 1964
- Volvobrachia beklemischevi Ivanov, 1957

## Гражданская позиция
Вспоминает Наталья Рапопорт: 
Под нами жила семья — академик Владимир Николаевич Беклемишев и его жена Нина Петровна. Бесстрашные люди. В ночь, когда папу забрали, весь подъезд это слышал — обыск был, гэбэшники выходили курить на лестницу. После окончания обыска маму тоже увезли, и когда она вернулась — через сутки — к нам пришла Нина Петровна Беклемишева, предложила денег и просила обращаться к ним за помощью при любой необходимости. Это был акт невероятного мужества. С нами ведь боялись здороваться во дворе — люди опускали головы и проходили мимо. И только Владимир Николаевичи Беклемишев всякий раз демонстративно кланялся маме в пояс